# Bucculatrix crateracma
Bucculatrix crateracma är en fjärilsart som beskrevs av Edward Meyrick 1918. Bucculatrix crateracma ingår i släktet Bucculatrix och familjen kronmalar. Inga underarter finns listade i Catalogue of Life.